# Hans-Jürgen Karius
Hans-Jürgen Karius (* 12. Juni 1947 in Niebüll; Pseudonym KARIUS) ist ein deutscher Künstler.

## Leben
Hans-Jürgen Karius studierte von 1968 bis 1972 an den Kölner Werkschulen und von 1972 bis 1977 an der Kunstakademie Düsseldorf, die er als Meisterschüler abschloss. Karius ist Maler und Zeichner (zumeist Pastellkreide oder Filzstift). Seine Werke sind ausschließlich abstrakt, jedoch auf Natur- und Landschaftserfahrungen bezogen. Neben seinem malerischen und zeichnerischen Werk entwickelte Karius bereits in den 1960er Jahren fotografisches Interesse. Es verdichtete sich Ende der 1980er Jahre. Hans-Jürgen Karius schafft vorwiegend gegenständliche Schwarz-Weiß-Fotografien, seit den 2000er Jahren fotografiert er auch farbig; er arbeitet in Düsseldorf.

## Ausstellungen
- 1977: Raum 19, Zeichnungen und Malerei auf Papier, Kunstakademie Düsseldorf (Einzelausstellung)
- 1978–1979: Malerei, Schellmann und Klüser, München (Einzelausstellung)
- 1979: Perspektive, Art Basel (Gruppenausstellung)
- 1981: Malerei als Vision, Kunsthalle Bielefeld (Einzelausstellung)
- 1982: Neuerwerbungen der grafischen Sammlung, Kunsthalle Bielefeld (Gruppenausstellung)
- 1983: Fotografieren mit Blitz verboten!, Kunstmuseum Düsseldorf (Einzelausstellung)
- 1984: Zickzack, Förderpreisträger des Landes NRW, Kunsthalle Bielefeld (Gruppenausstellung)
- 1985: Zeichner in Düsseldorf, Kunstmuseum Düsseldorf (Gruppenausstellung)
- 1985: Zeichnungen-Aufzeichnungen, Galerie Kraushaar, Düsseldorf (Einzelausstellung)
- 1985: Zeichnungen, Galerie Thieme, Darmstadt (Einzelausstellung)
- 1986: Zeichnungen, Galerie Kraushaar, Düsseldorf (Einzelausstellung)
- 1987: Malerei, Galerie Kraushaar, Düsseldorf (Einzelausstellung)
- 1988: Galerie Kraushaar, Düsseldorf (Gruppenausstellung)
- 2011: Natur – Landschaft – Abstraktion, Kunstmuseum Mülheim an der Ruhr (Einzelausstellung)[2]
- 2012: Engelsgarten, Kunst aus NRW, Aachen-Kornelimünster (Einzelausstellung)
- 2014: Sie und ihre Ausstellungen – 20 Jahre Ausstellungstätigkeit für Kunst aus NRW – Kunst aus NRW, Aachen-Kornelimünster (Gruppenausstellung)
- 2014: Düsseldorf inside, Stadtmuseum Düsseldorf, Fotografische Sammlung (Einzelausstellung)

## Auszeichnungen
- 1980: Förderpreis des Landes Nordrhein-Westfalen für Bildende Kunst für Malerei[3]

## Sammlungen
- Sammlung Kunst aus NRW, Aachen-Kornelimünster
- Museum Kunstpalast, Düsseldorf
- Stadtmuseum Düsseldorf